# 埃雷斯市

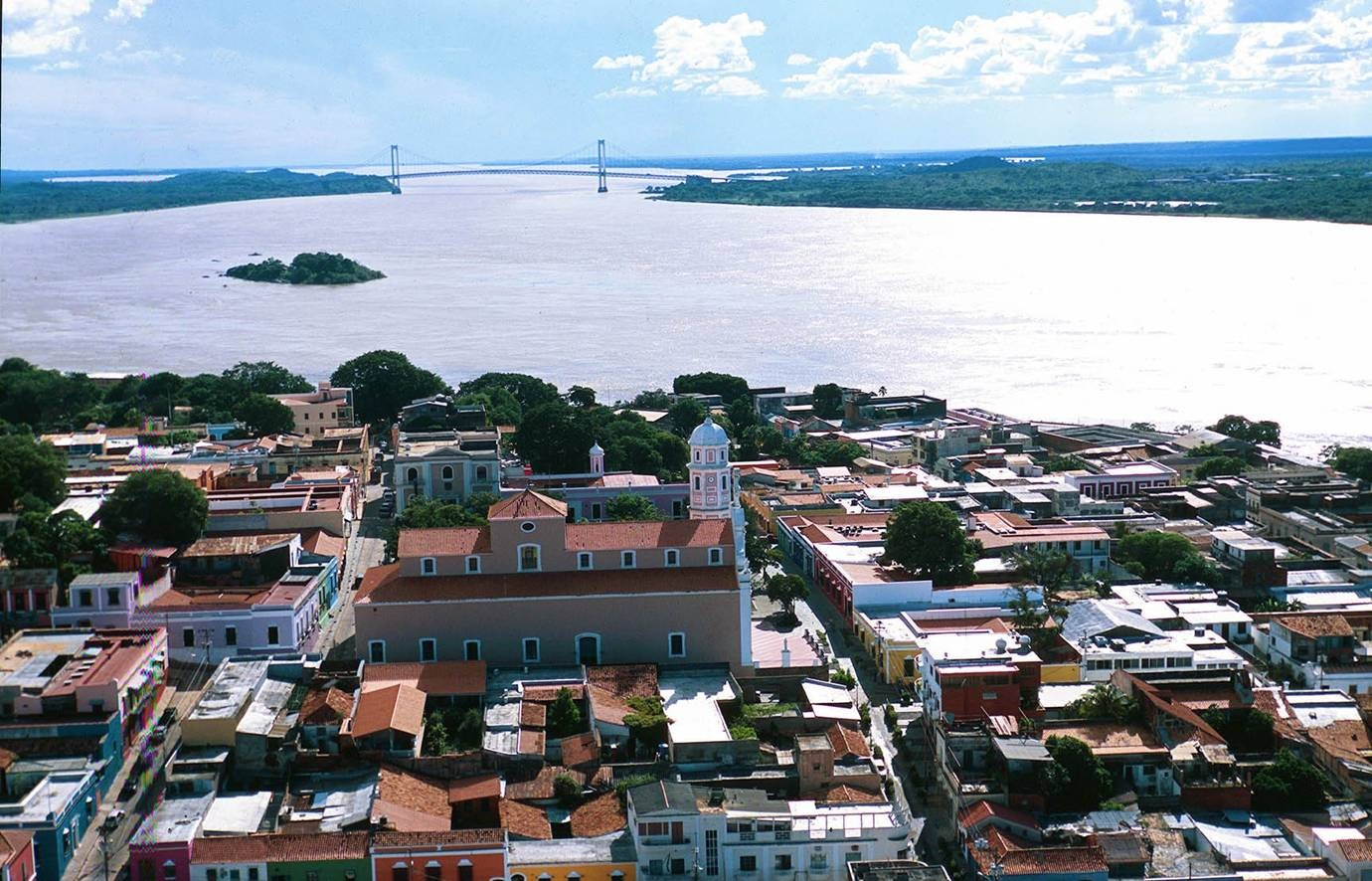
首府玻利瓦爾城

埃雷斯市（西班牙語：Municipio Heres），是委內瑞拉的一個市，位於該國西部玻利瓦爾州，首府設於玻利瓦爾城，面積5,851平方公里，2011年人口475,885。